# Begonia imperialis
Begonia imperialis là một loài thực vật có hoa trong họ Thu hải đường. Loài này được Lem. mô tả khoa học đầu tiên năm 1860.

## Hình ảnh

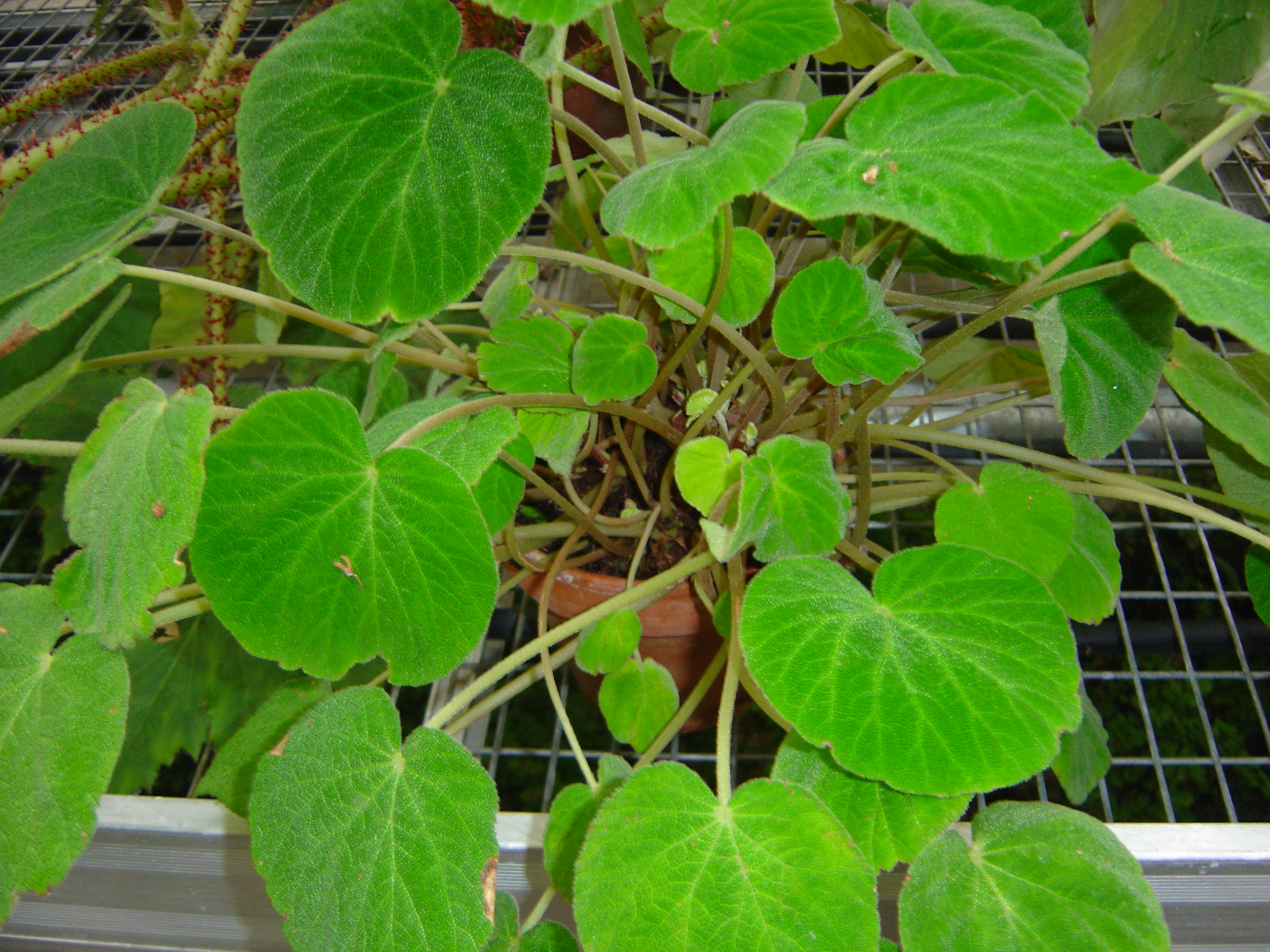
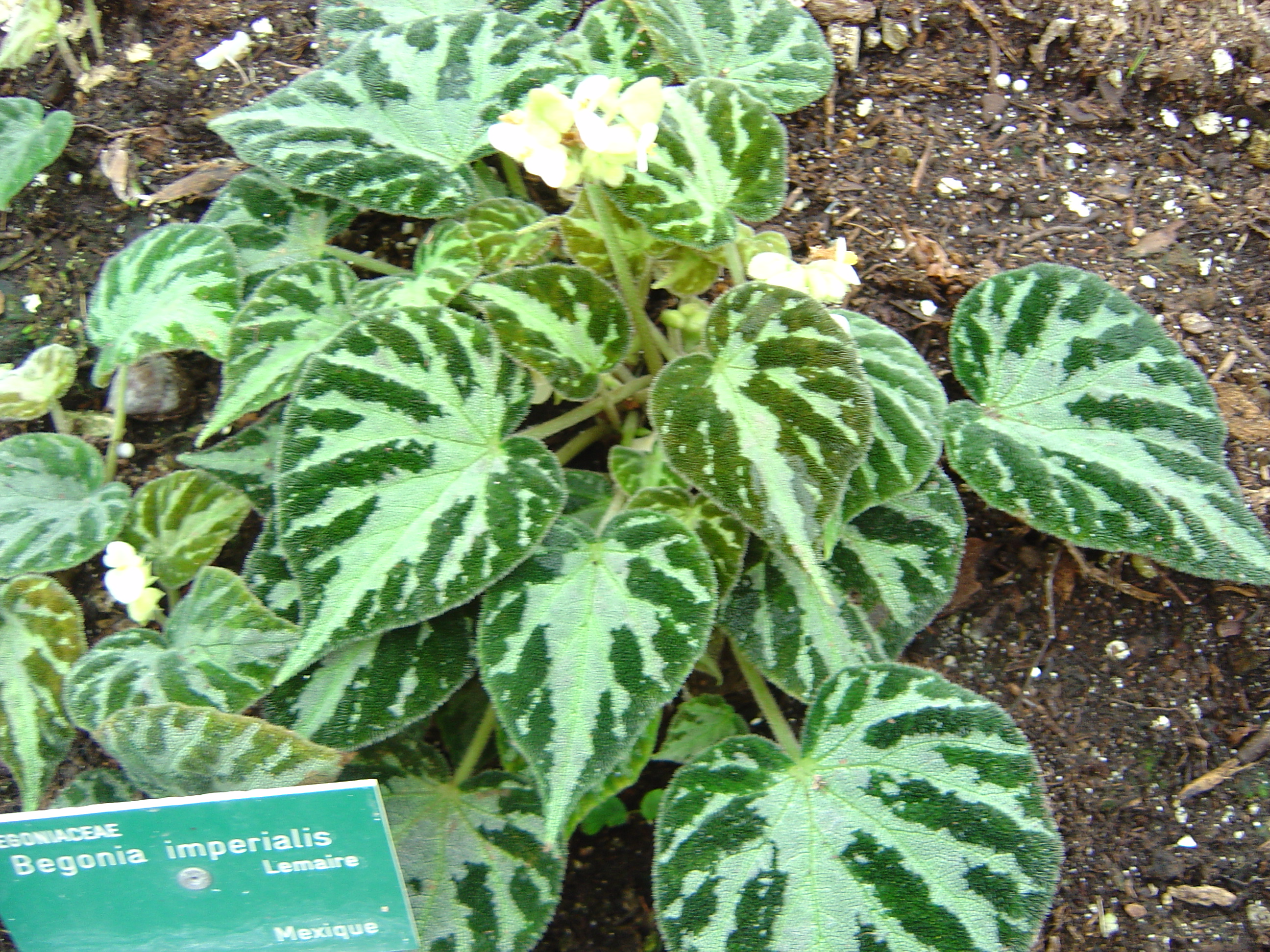
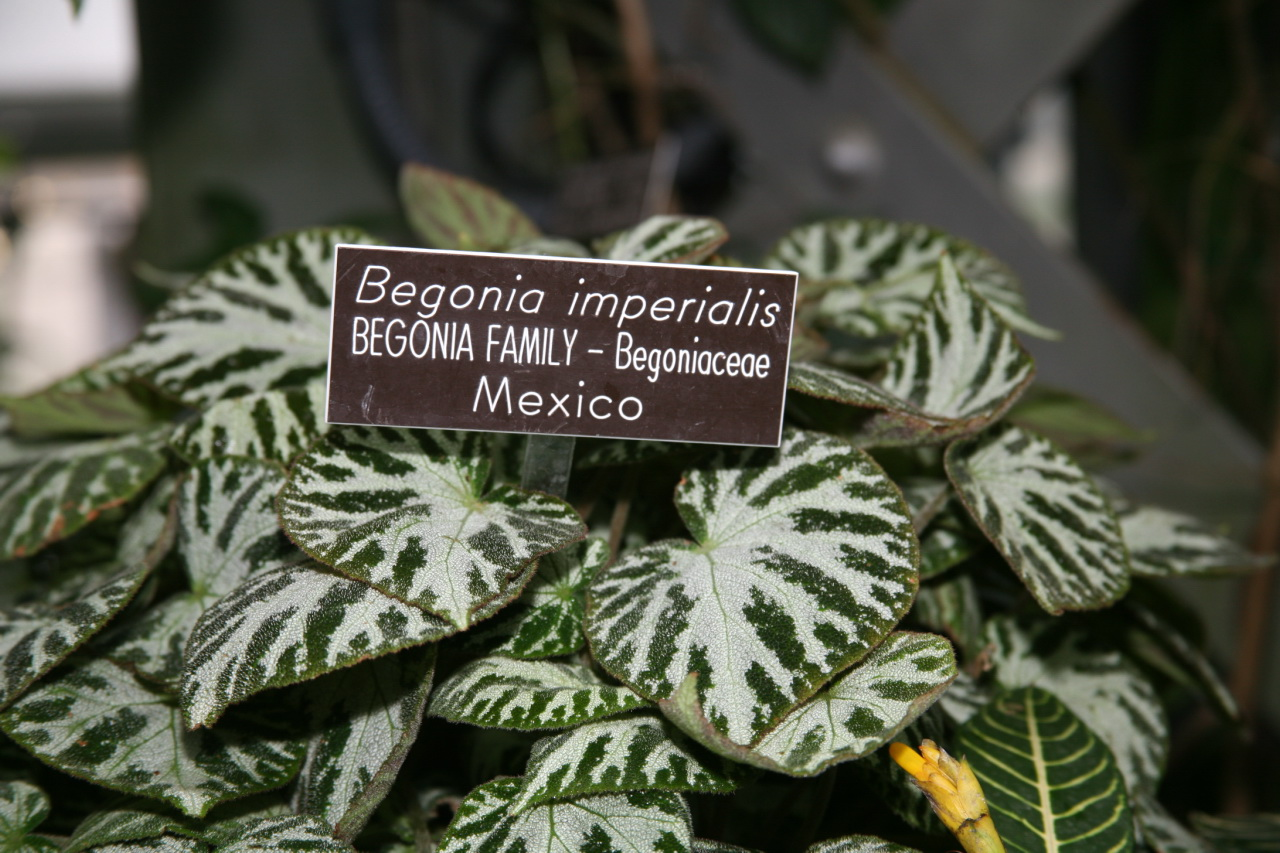
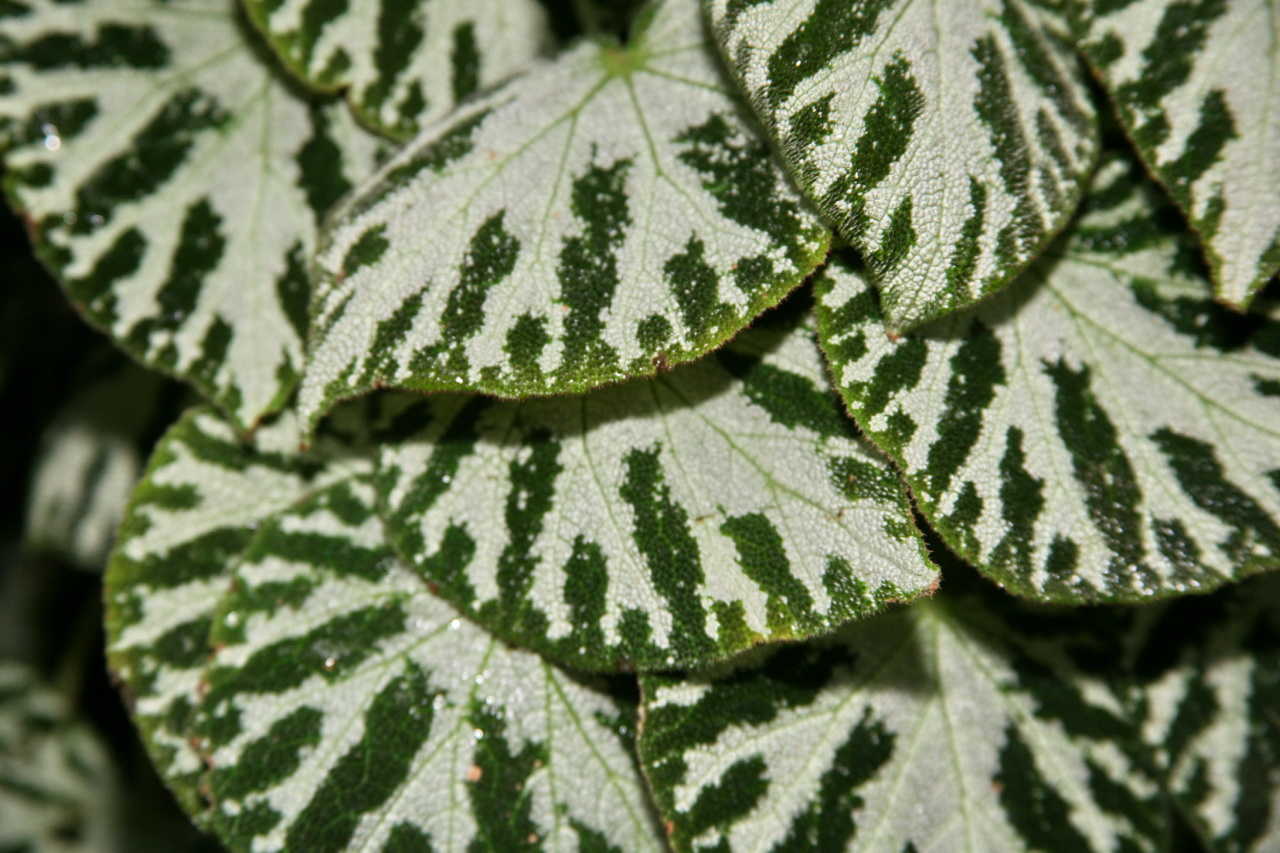